# Betűfém

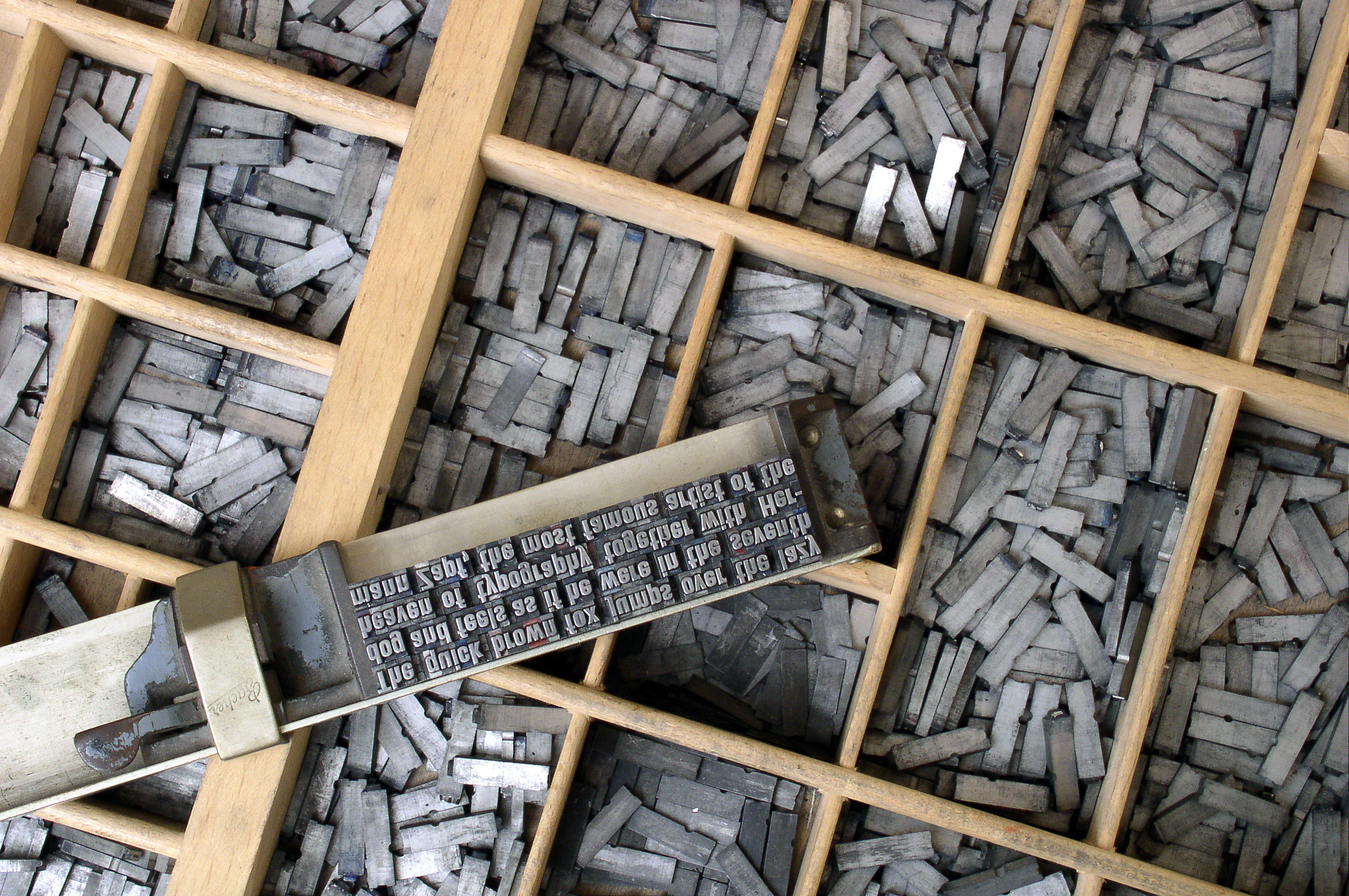
Ólombetűk szedés, illetve visszaosztás közben

A betűfém (németül: Letternmetall, angolul: type metal) egy speciális, nyomdászatban használatos fémötvözet, amelynek leggyakoribb összetevői:  ólom (Pb), antimon (Sb) és ón (Sn). A betűfém másik elterjedt elnevezése legnagyobb arányú komponenséről: ólom (betűólom vagy ólombetű). A három összetevő közül az ötvözet lágyságát az ólom, keménységét az antimon, míg hígfolyósságát az ón biztosítja.
A nyomdai kézi szedéshez használt betűk előírt ötvözeti aránya a következő: 67% ólom, 28% antimon, valamint 5% ón, olvadáspontja pedig 348 °C, az ún. szedőgépfémek összetételi aránya a szükséges olvadási hőtől függően 1-2%-os eltérést mutathat.
A betűfémmel szemben támasztott követelményeket az eltérő szedési technológiák határozzák meg, így összetétele is ezeknek megfelelően változik. Mivel a betűfémet többször felhasználják nyomtatás céljára, ezért a legfontosabb követelmény vele kapcsolatban, hogy kemény legyen és szívós, ugyanakkor mégse törékeny. Lényeges még, hogy a betűfémötvözet szennyeződésektől mentes, tiszta fém legyen.

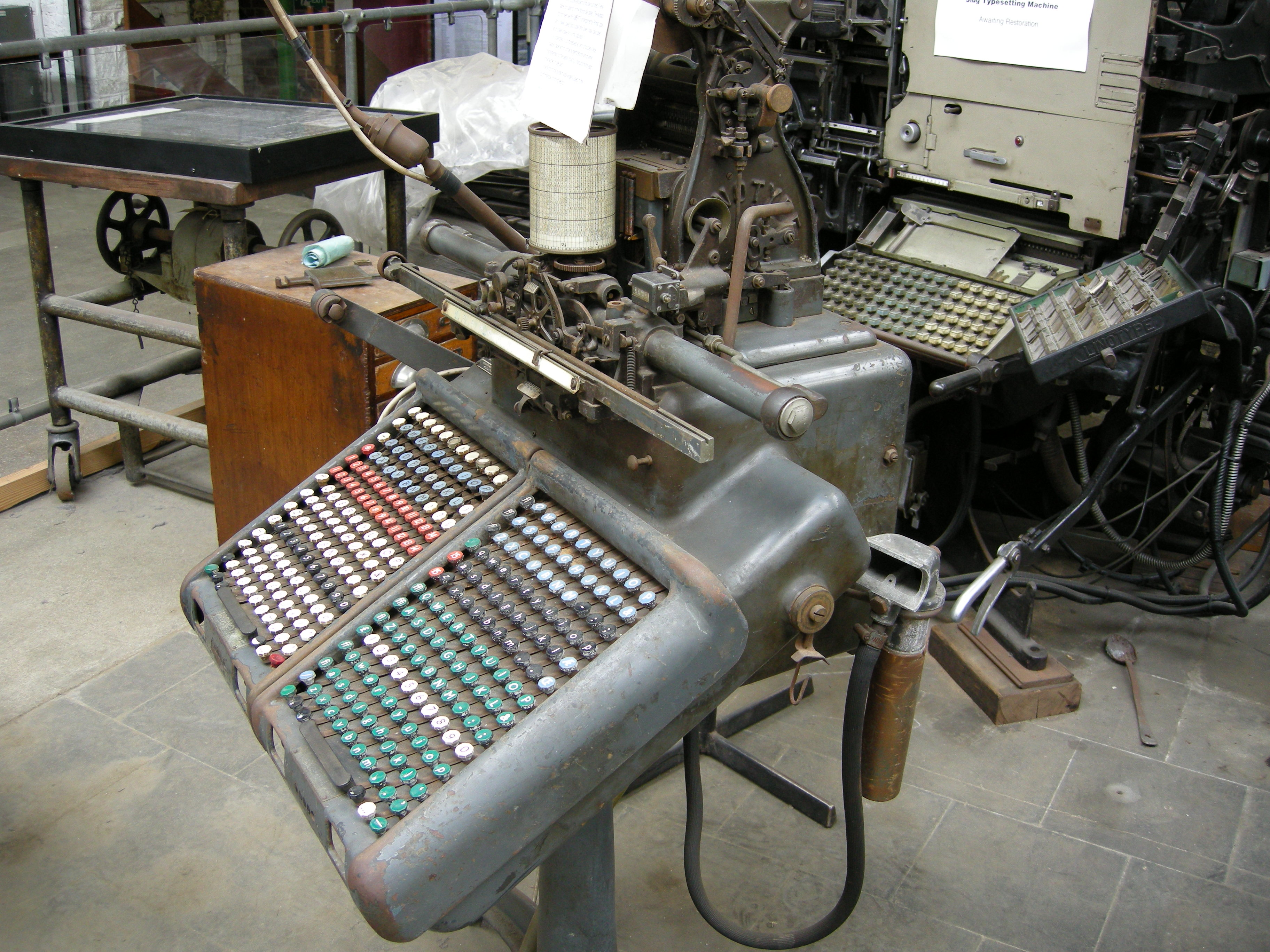
Betűfémöntőgép és billentyűzete a Bradford Industrial Museumban, a nyolcvanas évek elején még üzemben volt

## A nyomdászatban leggyakrabban használt betűfémötvözetek
Az alábbi fémanyagok megfelelő összetételének ellenőrzését vegyi, fizikai és optikai elemzések útján végzik, fontos szerepe van mindebben a metallográfiának is.

## Szedőgépfémek

### Sorszedőgépfém
A soröntő szedőgépeknél alkalmazott ötvözet. A linofém vagy linófém a nyomdaiparban használatos fémötvözetek között a legalacsonyabb olvadáspontú, szinte eutektikusnak mondható. (Az ún. eutektikus, ólomból, antimonból és ónból álló ötvözet kb. 84%-a ólom, 12%-a antimon és 4%-a ón, ezért az öntött sorok fémanyaga viszonylag gyorsan megdermed.)

### Monotype szedőgépfémek
Ez a fémötvözet keményebb, nyomásállóbb szedőanyag, bár komponenseinek arányait tekintve már távolabb áll az eutektikus aránytól. Emiatt a monofém üzemi hőmérséklete is nagyobb, mint pl. a linofémé, hiszen valamennyi, az eutektikustól eltérő komponensű ötvözetnek magasabb az olvadáshője. Az öntött betűk szilárdulásának folyamata ebben az esetben radikálisabb hűtéssel gyorsítható fel.

### Sztereotípiai fémek
Ezeket a fémanyagokat írásmagas öntvények és lemezek készítésére használják. Az öntést követő dermedési idő nem olyan rövid, mint a gépi szedésnél. Ez abból a szempontból előnyös, hogy a forma kitöltése során keletkező légbuborékok eltávozását nagyobb hatékonysággal lehet biztosítani. A még folyékony halmazállapotú részek anyaga pedig pótolja a dermedés során összehúzódó fémet. A nagy példányszámú munkák miatt ennél az ötvözetnél a legfontosabb követelmény a nagyfokú nyomásállóság.

### Feljavítófémek
Az ilyen típusú ötvözetet a használat során megváltozott összetételű nyomdai fémek helyes arányának helyreállítására használják, ami egyben a fém mennyiségi pótlását is jelenti. Általános tapasztalat, hogy a fémek óntartalma csökken, míg az antimontartalom nő. Ennek következtében a feljavítófém összetétele éppen ellentétes arányú, a helyreállítandó fémanyag óntartalmának növelése és antimontartalmának csökkentése céljából. Ez a jelenség a linofémekre jellemző.
A feljavítófémeket leginkább a sorszedőgépekben használt fémek javításánál alkalmazzák. Ezt a célt szolgálja a BFF jelzéssel bevezetett feljavítófém, amely 10% ónt és 9% antimont tartalmaz.
Monofémek javításánál a BFKF jelzésű feljavítófémet használják, amely a BFF-fel azonos óntartalmú (10%), de annál kb. kétszer több antimont (20%) tartalmaz. A monofémek sajátossága, hogy ón- és antimontartalmuk egyaránt csökken, BFKF rendszeres adagolásával viszont összetételük a megfelelő szinten tartható. Szükség esetén, ha önmagában egy feljavítófém nem elég hatásos, megfelelő arányban kettő is használható egyszerre: 10 és 20% között bármilyen értékű antimontartalom elérhető, az óntartalom pedig, amely mindkét fémben 10%, változatlan marad. A megfelelő mennyiségű feljavítófémet legpontosabban analitikai vizsgálatok alapján adják meg, pl. speciális képlet alapján kiszámítják az ún. feljavítófém-szükségletet.

## Egyéb szedőgépfémek

### Typograph
85,5% ólom, 13% antimon és 1,5% ón, olvadáspontja 254 °C

### Ludlow
78,5% ólom, 12% antimon, 9,5% ón, olvadáspont 250 °C

## További betűfémötvözetek

### Kizárásfém
1; 1,5 és 2 pont szélességű kizárások esetében  –  86% ólom, 12% antimon és 2% ón, 244 °C-os olvadásponttal.
3 pont vagy attól nagyobb kizárásoknál, négyzeteknél, illetve űrtöltőknél az arány 83% ólom, 16% antimon és 1% ón, az olvadáspont 270 °C.

### Tömöntödei fém
80% ólomból, 16,5% antimonból illetve 3,5% ónból áll, 274 °C-os olvadásponttal.

## Története és előállítása
A könyvnyomtatás viszonylag gyors elterjedése nagy mértékben volt köszönhető a hozzá kapcsolódó technikai újításoknak, találmányoknak. Ezek közé tartozott a betűfém is, amelynek kitalálását és első alkalmazását Gutenbergnek tulajdonítják. A betűfémötvözet, a betűöntés folyamata valamint a nyomtatás Gutenberg óta évszázadokon át szorosan összetartozott, az első nyomdászok nagy része még betűöntő, betűmetsző, szedő és nyomtató volt egy személyben. A kézisajtó korában a betűfém előállításánál hosszú ideig a Gutenberg-féle eljárás volt a meghatározó.

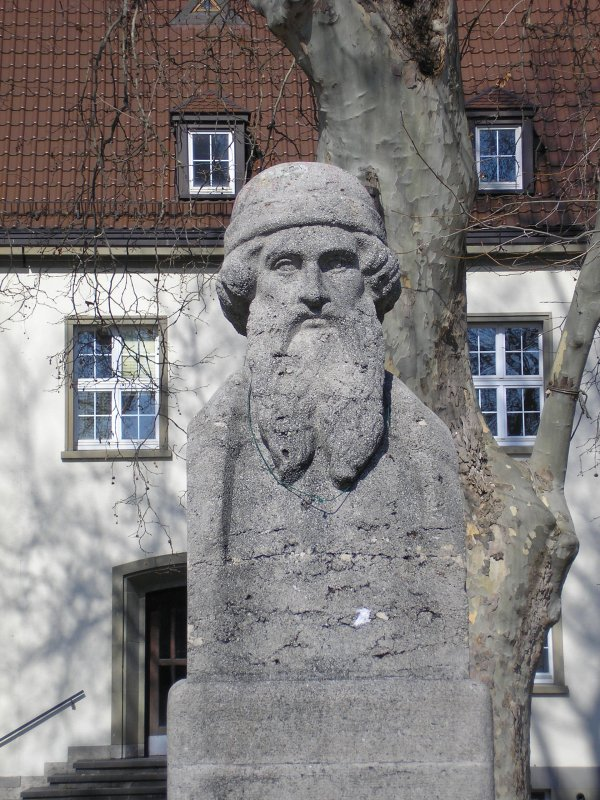
Johannes Gutenberg szobra a nevét viselő Mainzi Egyetem campusa előtt

Az első öntőkészülék nem volt más, mint két egyszerű, egymással szembefordított fém derékszög. A köztük kialakított hasáb alakú tér képezte a betűtest öntőformáját. A derékszögek rövidebb szára a készülékkel önthető betű törzsméretének felelt meg, míg a hosszabb szárak a betűvastagság szabályozására szolgáltak (minden egyes betűtörzsmérethez külön készülékre volt szükség). A hasáb alakú teret a matrica zárta be alulról. A betűtest vastagságát a betűöntő automatikusan állíthatta be a matricatest szélességének megfelelő kialakításával valamint a két derékszögre szerelt ütközőperemekkel. Későbbi időkben a matricát köríves rugó rögzítette az oldalsó, vonalba állítást szolgáló felső ütközőperemhez.
A szükséges fémmennyiséget kanállal merítve (a kanál mérete az önteni kívánt betű térfogatától függött) a folyékony fémet belefolyatták a matricába. A még kásás halmazállapotú fémbe  megszilárdulás előtt, a kanál nyelének hegyes végével beledöftek, hogy a betűkép éleit teljesen kitöltse a matricában.
A betűfémöntés módszerén csupán a 19. század elején kezdtek változtatni: a kanállal való öntés helyett egy szívó-nyomó, dugattyús üstből való fémbefröccsentés terjedt el.
1838-ban D. Bruce találta fel az első kézi hajtású betűöntőgépet, amelynél a gép hajtókarjának forgatásával az öntőkészülék két derékszögét a matricához illesztették, a fémet pedig a dugattyú segítségével besajtolták. Továbbforgatva a hajtókart a készülék részei illetve a matrica szétnyíltak és a megdermedt betűt kiejtették. Az öntött betűn maradt öntőcsapot kézzel letörték és csiszolás után már használható is volt.
Bruce találmányát később B. Laurid tökéletesítette, de itt a betűk csupán utólagos megmunkálás után voltak használhatók.
1862-ben R. Johnson és S. Atkinson állított össze olyan betűöntőgépet, amely már kész betűk öntésére volt alkalmas, ezen kívül minden műveletet elvégzett biztosítva a komplett betűanyagot. Az ilyen típusú gépet nevezték a nyomdászszakmában komplett-öntőgépnek, amelyet a 19. század végén mind a francia Fouchermind pedig a német Küstermann gépgyár továbbfejlesztett, korszerűsített változataik még a múlt században is használatban voltak.
Magát a betűfémet Gutenberg óta évszázadokon át szinte változatlan formában alkalmazták, míg a múlt század 70-es éveiben átadta helyét az ofszetnyomásnak illetve az azt követő, forradalmian új számítógépes nyomdai eljárásoknak.

## Külső hivatkozások
- Bikfalvi Falka Sámuel // Gábor Pál // Nagy Zoltán // Reiner Imre // Zigány Edit in: http://www.font.hu
- Fitz József: A magyar könyv története 1711-ig
- Tipometria és betűöntés in.: Novák László: A nyomdászat története - IV. könyv: XVIII. század
- Az öntött betűk előállítása in.: A kézisajtó kora (OSZK, 2008) - https://web.archive.org/web/20100214074028/http://typographia.oszk.hu/